# 马尼 (匈牙利)
马尼，是匈牙利费耶尔州所辖的一个村。总面积44.72平方公里，总人口2382人，人口密度53.3人/平方公里（2011年1月1日）。

## 地理
纬度 / 经度 : 47° 32' 1" N / 18° 39' 23" E

时区 : UTC+1:0 / UTC+2 

通貨 : HUF 

电话 : 36

## 旅游
種馬匹、驢子、綿羊、火雞等家禽家畜,每日 12:00 的馬術秀(Lovas Színházi Előadás)是園區的重頭戲,

表演者身穿匈牙利傳統服飾。

展演包括:駕乘馬車、馬背射箭、訓馬 。